# Аали, Джамиллудин
Джамиллудин Аали (урду جمیل الدین عالی‎, род. 20 января 1925, Дели, Индия — ум. 23 ноября 2015, Карачи, Пакистан), полное имя Навабзада Мера Джамиллудин Ахмад Хан — пакистанский поэт, критик, драматург, публицист, обозреватель газет и учёный.

## Молодость и карьера
Навабзада Мирза Джамиллудин Ахмад Хан родился в литературной семье в городе Дели (Индия) 20 января 1925 года. Его отец, Амируддин Ахмед Хан, был навабом Лохару. Его мать — Сайеда Джамила Байгум, была прямым потомком раннего поэта урду Ходжи Мера Дарда и была четвёртой женой Амируддина Хана. В 1944 году получил степень бакалавра по экономике в Англо-арабском колледже в Дели. В 1947 году, после раздела Индии, Аали с семьёй мигрировал в Пакистан в город Карачи, где начал свою карьеру помощником в Министерстве торговли. В 1951 году Аали прошёл экспертизу CSS и устроился в Пакистанскую налоговую службу. Впоследствии стал офицером по особым делам в резиденции Президента (с 1959 по 1963 год). Работал в Национальном банке Пакистана с 1967 года и оставался его вице-президентом вплоть до своей отставки в 1988 году. В 1971 году получил степень FEL и LLB в Университете Карачи.
Он был членом Пакистанской народной партии и участвовал в выборах 1977 года в Национальной ассамблее, но проиграл Муннавару Хасану от партии Джамаат-и-Ислами. В 1997 году Аали избран на шестилетний срок членом Сената от партии Движение Муттахида Кауми.

## Награды
Джамиллудин Аали получил награду Pride of Performance в 1991 году и Хилал-э-Имтиаз в 2004 году. Он также получил много литературных премий.

## Личная жизнь
Джамиллудин Аали женился в 1944 году на Таиба Бано. У них было трое сыновей и две дочери.

## Смерть
Аали болел диабетом и болезнью дыхательных путей. Лечился в Карачи. Умер от сердечного приступа 23 ноября 2015 года. джаназа-намаз (отпевания над умершим в исламе) проходил в мечети Тооба. Похоронен на армейском кладбище Бизерты в Карачи.

## Творчество
Ааали написал много книг и песен. Он написал песню «Jeevay Jeevay Pakistan» во время Индо-пакистанской войны 1965 года, которая стала очень популярной. Песню спела Шахназ Бегум. В Международный женский год (1976) написал песню «Hum Maain, Hum Behnain, Hum Baitiyan». В 1986 году написал песню "Jo Nam Wohi Pehchan, Pakistan Гулама Исхака Хана, был автором песни «Mera Inam Pakistan», которую исполнял Нусрат Фатех Али Хан.

### Книги
«'Баллады»'
- «Aye Mere Dasht-e-Sukhan»
- «Ghazlain Dohay Geet» (шесть изданий)
- «Jeeway Jeeway Pakistan» (пять изданий)
- «La Условиях» (три издания)
- «Nai Kiran»

«'Сборник стихотворений»'
- «Dohay» (три издания на волк и один деванагари)

«'Пособия о странствиях»'
- «Duniya Mere Aagye»
- «Тамаша Mere Aagye»
- «Iceland»
- «Hurfay»

### Песни
- «Aye Watan Ke Sajelay Jawanoo» (исполнял Нур Джехан в период войны между Индией и Пакистаном 1965 года)
- «Jeevay Jeevay Pakistan» (исполняла Шахназ Бегум в 1968 году)
- «Hum Mustafavi Mustafavi Hain» (Официальная песня саммита Исламской конференции в Лахори в 1974)
- «Mein Chota Sa Ek Ladka Hoon»
- «Mera Paigham Pakistan» (В исполнении Нусрат Фатех Али Хана)
- «Ab Yeh Andaz-e-Anjuman Hoga»
- «Hum Maain, Hum Behnain, Hum Baitiyan»
- «Jo Наам Wahi Pehchan, Pakistan Pakistan»
- «Aye Des Ki Hawaao, Kushboo Mein Bas Ke Jao»
- «Itne Bade Jewan Sagar Mein, Tu Ne Pakistan Diya» (В исполнении народного певца Аллана Факира)
- «Yeh Kavita Pakistani Hai»

## Награды
- Hilal-e-Imtiaz (2004)
- Pride of Performance (1991)
- Adamjee Literary Award (1960)
- Dawood Literary Award (1963)
- United Bank Literary Award (1965)
- Habib Bank Literary Award (1965)
- Canadian Urdu Academy Award (1988)
- Sant Kabeer Award — Urdu Conference Delhi (1989)